# Louis Crespel

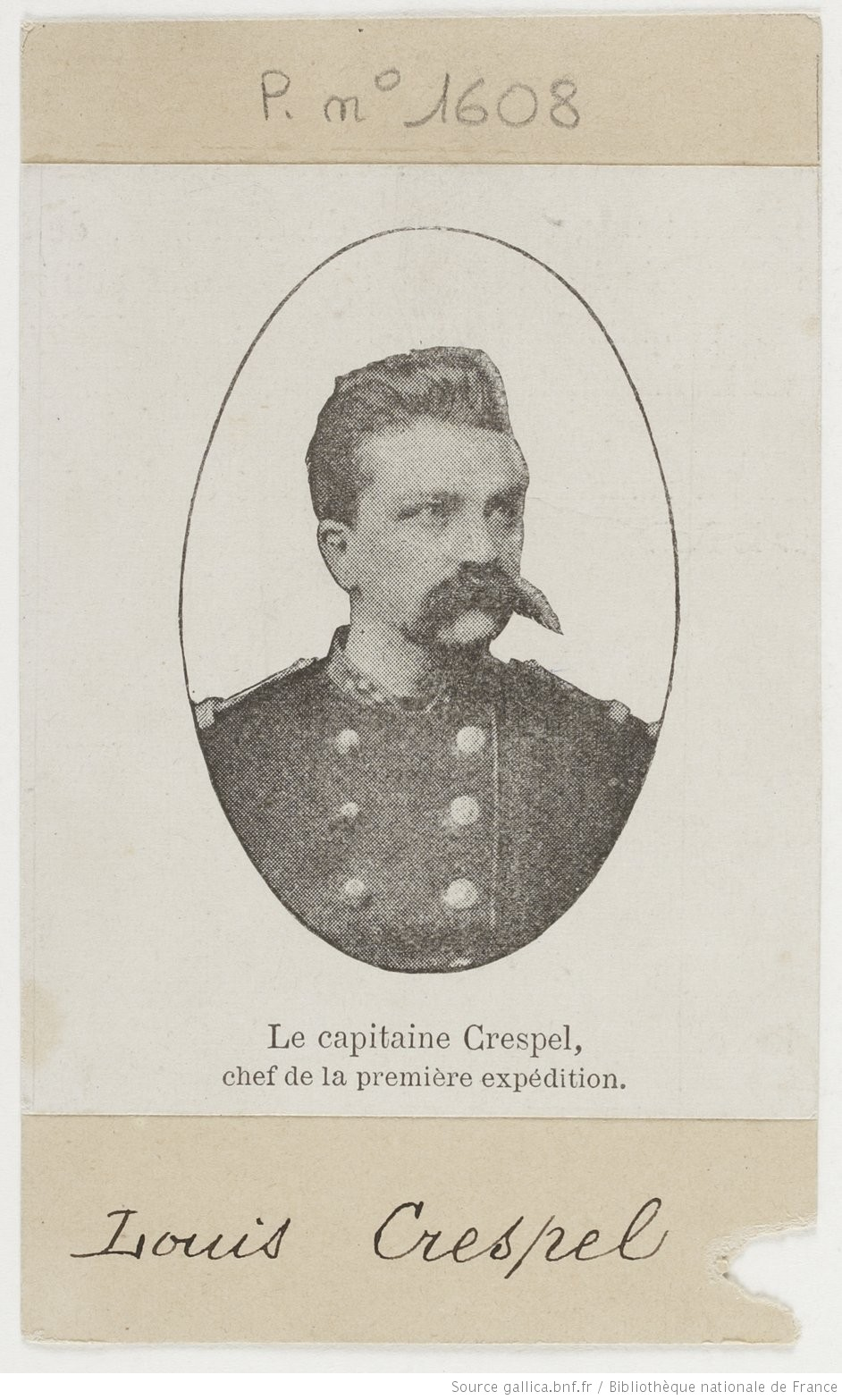
Louis Crespel

Louis Crespel (* 4. Dezember 1838 in Tournai, Belgien; † 25. Januar 1878 in Sansibar) war ein belgischer Soldat und Kolonialadministrator, der in den 1870er Jahren für den belgischen König Leopold II. im Kongo-Freistaat eingesetzt war.

## Biografie

### Ausbildung und frühe Jahre
Crespel gehörte zu der Riege junger, relativ unerfahrener belgischer Offiziere, die sich, teils aus Karrieregründen, teils aus Abenteuerlust für den Kolonialdienst in Afrika anwerben ließen und die alle mehr oder weniger ähnliche Lebensläufe aufwiesen.
Crespel war der Sohn des Bäckers Jean François Crespel und der Augustine Depret und wuchs in Tournai auf, wo er am dortigen Athénée die Schule abschloss, bevor er der  belgischen Armee beitrat. Am 19. Januar 1857 wurde er in die Königliche Militärakademie aufgenommen und schloss diese 1859 als Leutnant ab. Er wurde dem 2. Linienregiment zugeteilt und blieb dort mit kurzzeitigen Kommandierungen zum Kriegsdepot (1861) und zur Kriegsakademie (1873) bis 1876.
Anschließend bewarb er sich für den Beitritt in die Internationale Afrika-Gesellschaft, die im gleichen Jahr unter der Schirmherrschaft von König Leopold II. gegründet worden war. Das Ziel dieser Vereinigung bestand darin, Zentralafrika zu erforschen und Missionen zur Kolonisierung und Verbreitung der Zivilisation auszusenden. Zu diesem Zweck wurde er zum topografischen Dienst im Militärkartografischen Institut abkommandiert, das seinen Sitz in der ehemaligen Zisterzienserinnenabtei La Cambre hatte – ein normales Verfahren für belgische Offiziere, die sich für den Dienst im Kongo beworben hatten.
1877 wurde er mit der Leitung der ersten belgischen Expedition nach Zentralafrika beauftragt. Die ihm übertragene Aufgabe besteht darin, am Ostufer des Tanganjikasees eine Station zu errichten. Seine Begleiter waren Leutnant Cambier vom 8. Linienregiment, Arnold Maes, Doktor der Naturwissenschaften an der Universität Löwen, und der österreichische Major Marno, der bereits für seine Erkundungen im Sudan bekannt war.
Anschließend wurde er zum Mitglied der Königlich Belgischen Geographischen Gesellschaft (frS: Société Royale Belge de Géographie) und zum korrespondierenden Mitglied der Geographischen Gesellschaft von Antwerpen ernannt.
Im Dezember 1877 landeten due Teilnehmer in Sansibar. Am 15. Januar 1878 starb Maes allerdings an einem Sonnenstich und am 22. Januar 1878 wurde Crespel von einem heftigen Fieber befallen. Trotz der Behandlung durch den britischen Arzt Dr. Robb starb Crespel in einem Krankenhaus in Sansibar. Cambier übernahm daraufhin die Leitung der belgischen Erkundung des Tanganjikasees.

## Gedenken
Ein Denkmal auf dem Crespel Square du Solbosch in Ixelles erinnert an seinen Namen als „den ersten Belgier, der in Afrika starb“. Es gibt in Ixelles auch eine „rue capitaine Crespel.“